# Aphis hedysari
Aphis hedysari är en insektsart. Aphis hedysari ingår i släktet Aphis och familjen långrörsbladlöss. Inga underarter finns listade i Catalogue of Life.